# Ресавица
Ресавица је градско насеље у Србији у општини Деспотовац у Поморавском округу. Према попису из 2022. било је 1568 становника. До 1965. ово насеље је било седиште општине Ресавица коју су чинила насељена места: Баре, Двориште, Јеловац, Језеро, Маквиште, Поповњак, Равна Река, Ресавица, Ресавица (село), Сењски Рудник, Сладаја, Стењевац, Стрмостен, Жидиље (сада у општини Деспотовац), Кованица (сада у општини Ћуприја) и Сисевац (сада у општини Параћин).
У Ресавици се налази железничка станица пруге Марковац—Свилајнац—Деспотовац—Ресавица, дуге 42 километара, а кроз насеље пролази и регионални пут Р-103.
Овде се налазе Запис Симионовића липа (Ресавица), Запис липа код дома (Ресавица) и Запис Илића липа (Ресавица).

## Демографија
У насељу Ресавица живи 1881 пунолетни становник, а просечна старост становништва износи 39,1 година (37,5 код мушкараца и 40,6 код жена). У насељу има 858 домаћинстава, а просечан број чланова по домаћинству је 2,76. (Према попису становништва из 2011. године)
Ово насеље је великим делом насељено Србима (према попису из 2002. године), а у последњих пет пописа становништва, примећен је пад у броју становника.
|  |

| Демографија | Демографија | Демографија |
| Година      | Становника  | Становника  |
| ----------- | ----------- | ----------- |
| 1948.       | 453         |             |
| 1953.       | 829         |             |
| 1961.       | 2.224       |             |
| 1971.       | 2.936       |             |
| 1981.       | 2.716       |             |
| 1991.       | 2.693       | 2.580       |
| 2002.       | 2.365       | 2.509       |
| 2011.       | 2.035       |             |
| 2022.       | 1.568       |             |

| Етнички састав према попису из 2002.‍ | Етнички састав према попису из 2002.‍ | Етнички састав према попису из 2002.‍ | Етнички састав према попису из 2002.‍ | Етнички састав према попису из 2002.‍ |
| ------------------------------------ | ------------------------------------ | ------------------------------------ | ------------------------------------ | ------------------------------------ |
|                                      |                                      |                                      |                                      |                                      |
| Срби                                 | Срби                                 |                                      | 2.196                                | 92,85%                               |
| Црногорци                            | Црногорци                            |                                      | 25                                   | 1,05%                                |
| Југословени                          | Југословени                          |                                      | 19                                   | 0,80%                                |
| Муслимани                            | Муслимани                            |                                      | 17                                   | 0,71%                                |
| Македонци                            | Македонци                            |                                      | 11                                   | 0,46%                                |
| Хрвати                               | Хрвати                               |                                      | 6                                    | 0,25%                                |
| Словенци                             | Словенци                             |                                      | 5                                    | 0,21%                                |
| Бугари                               | Бугари                               |                                      | 5                                    | 0,21%                                |
| Албанци                              | Албанци                              |                                      | 4                                    | 0,16%                                |
| Власи                                | Власи                                |                                      | 3                                    | 0,12%                                |
| Роми                                 | Роми                                 |                                      | 2                                    | 0,08%                                |
| Немци                                | Немци                                |                                      | 2                                    | 0,08%                                |
| Мађари                               | Мађари                               |                                      | 2                                    | 0,08%                                |
| непознато                            | непознато                            |                                      | 4                                    | 0,16%                                |

| Година пописа     | 1948. | 1953. | 1961. | 1971. | 1981. | 1991. | 2002. |
| ----------------- | ----- | ----- | ----- | ----- | ----- | ----- | ----- |
| Број домаћинстава | 143   | 243   | 801   | 1.002 | 838   | 873   | 858   |

| Број чланова      | 1   | 2   | 3   | 4   | 5  | 6  | 7 | 8 | 9 | 10 и више | Просек |
| ----------------- | --- | --- | --- | --- | -- | -- | - | - | - | --------- | ------ |
| Број домаћинстава | 186 | 227 | 166 | 199 | 55 | 20 | 4 | 1 | 0 | 0         | 2,76   |

| Пол    | Укупно | Неожењен/Неудата | Ожењен/Удата | Удовац/Удовица | Разведен/Разведена | Непознато |
| ------ | ------ | ---------------- | ------------ | -------------- | ------------------ | --------- |
| Мушки  | 968    | 292              | 601          | 49             | 25                 | 1         |
| Женски | 1.012  | 178              | 603          | 181            | 45                 | 5         |
| УКУПНО | 1.980  | 470              | 1.204        | 230            | 70                 | 6         |

| Пол    | Укупно                    | Пољопривреда, лов и шумарство | Рибарство                            | Вађење руде и камена | Прерађивачка индустрија       |
| ------ | ------------------------- | ----------------------------- | ------------------------------------ | -------------------- | ----------------------------- |
| Мушки  | 520                       | 9                             | 0                                    | 401                  | 57                            |
| Женски | 311                       | 4                             | 0                                    | 139                  | 78                            |
| УКУПНО | 831                       | 13                            | 0                                    | 540                  | 135                           |
| Пол    | Производња и снабдевање   | Грађевинарство                | Трговина                             | Хотели и ресторани   | Саобраћај, складиштење и везе |
| Мушки  | 1                         | 4                             | 14                                   | 2                    | 7                             |
| Женски | 0                         | 0                             | 21                                   | 3                    | 2                             |
| УКУПНО | 1                         | 4                             | 35                                   | 5                    | 9                             |
| Пол    | Финансијско посредовање   | Некретнине                    | Државна управа и одбрана             | Образовање           | Здравствени и социјални рад   |
| Мушки  | 0                         | 1                             | 7                                    | 9                    | 5                             |
| Женски | 0                         | 0                             | 5                                    | 20                   | 35                            |
| УКУПНО | 0                         | 1                             | 12                                   | 29                   | 40                            |
| Пол    | Остале услужне активности | Приватна домаћинства          | Екстериторијалне организације и тела | Непознато            | Непознато                     |
| Мушки  | 1                         | 0                             | 0                                    | 2                    | 2                             |
| Женски | 3                         | 0                             | 0                                    | 1                    | 1                             |
| УКУПНО | 4                         | 0                             | 0                                    | 3                    | 3                             |

## Инфраструктура
У Ресавици се налазе:
- административни центар РМУ „Рембаса“, предузећа за подземну експлоатацију висококвалитетног мрког угља, једног од најквалитетнијих који се вади на територији Србије. Ово предузеће има веома богату историју рударства, дугу преко 150 година[5][6]
- седиште производно акционарског предузећа „Застава Метал“, основано 1958. године за производњу делова за моторна возила, производа за кабловску индустрију, термотехнику, рударску, пољопривредну опрему и остало, које запошљава преко сто радника[7][8]
- топлана у саставу РМУ „Рембас“ за топлификацију целог насеља, који је почео са радом 1960. године[9]
- водовод у саставу РМУ „Рембас“ за производњу, пречишћавање и дистрибуцију пијаће воде, основан 1938. године[9]
- седиште предузећа „Ђула“ за угоститељство, повртарство, сточарство, производњу млека, трговину и туризам, основано 2005. године[10][11]
- Здравствена станица „Ресавица“, за примарну здравствену заштиту, која је почела са радом 1962. године и обухвата општу медицину, медицину рада, лабораторију, стоматологију, поливалентну патронажу и истурена апотекарску јединицу и чији лекари свакодневно опслужују и Здравствену станицу „Сењски Рудник“, која нема сталног лекара[12]
- Дечји вртић „Рада Миљковић“, основан 1981. године[13]
- Основна школа „Вук Караџић“ основна 1955. године[14][15]
- Народна библиотека „Ресавска школа“, основана 31. марта 1966. године, са главном управом у Деспотовцу[16][17]
- КУД „Бранислав Нушић“ основано 1945. године, које окупља око 150 чланова и има 3 секције: фолклорноу, музичку и драмску[18][19]
- Црква Св. Пантелејмона, чија је иницијатива за изградњу започела августа 1997, а освештена је 2012. године[20][21]
- терени за тенис (бетон и шљака), мали фудбал и кошарку[22]

## Познате личности
У Ресавици је рођен Драган Здравковић рекордер Србије у атлетици на 1.500 метара.